# Tinea frontestrigata
Tinea frontestrigata är en fjärilsart som beskrevs av Walsingham 1897. Tinea frontestrigata ingår i släktet Tinea och familjen äkta malar. Inga underarter finns listade i Catalogue of Life.